# Vstupní draft NHL 2015

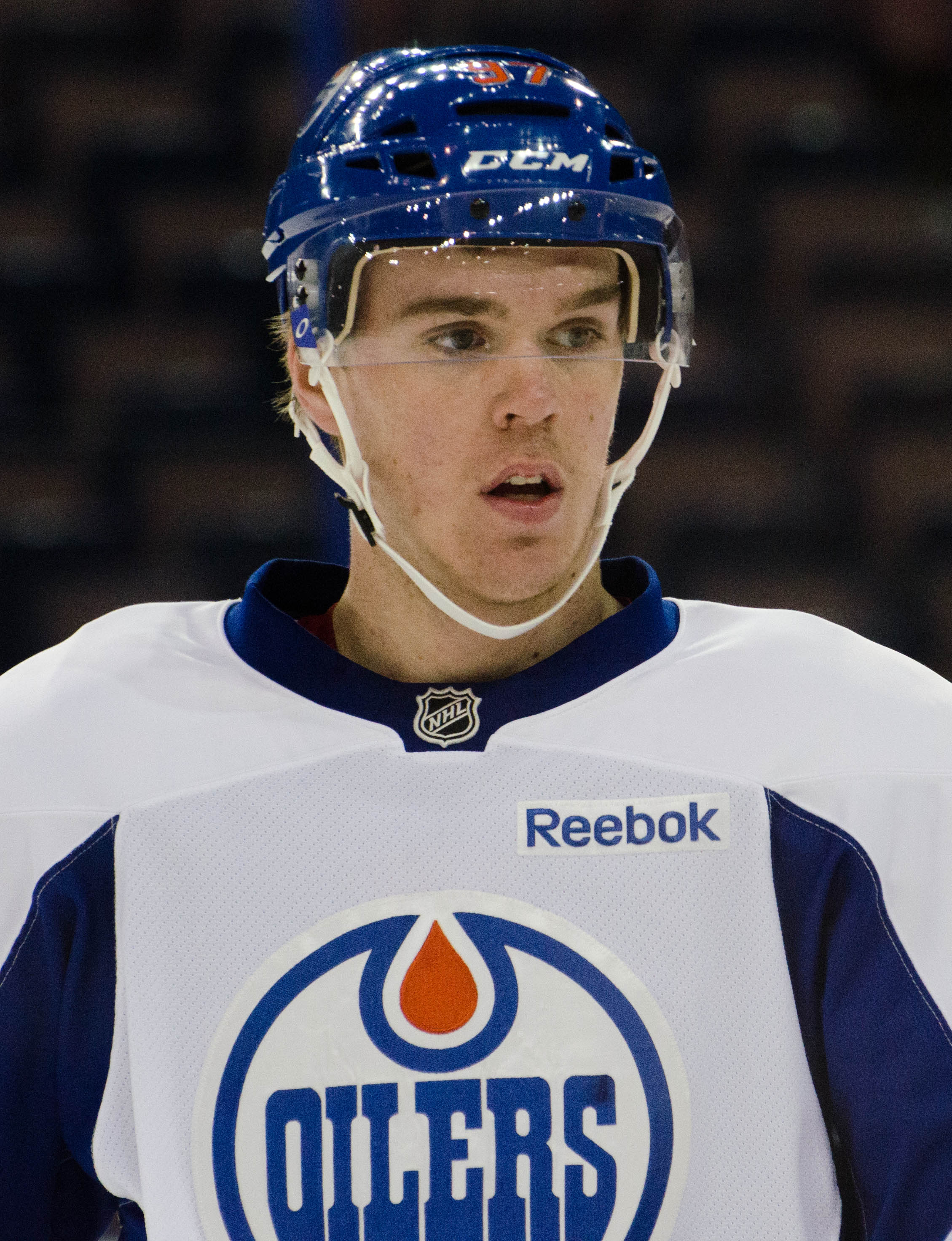
Jednička draftu Kanaďan Connor McDavid

Vstupní draft NHL 2015 byl 53. vstupním draftem v historii NHL. Konal se od 26. června do 27. června 2015 v BB&T Center v Sunrise, na Floridě, ve Spojených státech amerických (v domácí aréně Floridy Panthers). Sunrise hostilo vstupní draft podruhé, když se zde zatím jediný předchozí draft konal v roce 2001. Nejlepšími třemi draftovanými hráči byli Kanaďan Connor McDavid, Američan Jack Eichel a Kanaďan Dylan Strome.

## Věkové omezení
Nárok na výběr v draftu měli lední hokejisté narození v období od 1. ledna 1995 do 15. září 1997. Kromě toho, nedraftování hráči, kteří se narodili mimo Severní Ameriku v roce 1994, mohli být rovněž vybráni v draftu. Navíc hráči, kteří byli draftováni v roce 2013, ale nepodepsali do draftu žádnou profesionální smlouvu v NHL, a kteří se narodili po 30. červnu 1995, byli rovněž oprávnění být znovu draftováni.

## Největší naděje
Zdroj: Centrální úřad skautingu NHL (NHL Central Scouting Bureau) konečné pořadí (8. dubna 2015).
| Pořadí | Severoameričtí hráči v poli | Evropští hráči v poli |
| ------ | --------------------------- | --------------------- |
| 1.     | Connor McDavid (C)          | Mikko Rantanen (PK)   |
| 2.     | Jack Eichel (C)             | Gabriel Carlsson (O)  |
| 3.     | Noah Hanifin (O)            | Jacob Larsson (O)     |
| 4.     | Dylan Strome (C)            | Joel Eriksson Ek (C)  |
| 5.     | Lawson Crouse (LK)          | Michael Špaček (PK)   |
| 6.     | Mitchell Marner (C)         | Oliver Kylington (O)  |
| 7.     | Ivan Provorov (O)           | Denis Gurjanov (PK)   |
| 8.     | Pavel Zacha (C)             | Robin Kovacs (PK)     |
| 9.     | Zach Werenski (O)           | Filip Ahl (LK)        |
| 10.    | Timo Meier (PK)             | Jens Lööke (PK)       |

| Pořadí | Severoameričtí brankáři | Evropští brankáři |
| ------ | ----------------------- | ----------------- |
| 1.     | Mackenzie Blackwood     | Ilja Samsonov     |
| 2.     | Callum Booth            | Daniel Vladař     |
| 3.     | Samuel Montembeault     | Felix Sandström   |

## Výběry v jednotlivých kolech
Výběr kol draftu:
- 1. kolo
- 2. kolo
- 3. kolo
- 4. kolo
- 5. kolo
- 6. kolo
- 7. kolo

### 1. kolo
| Výběr # | Hráč                     | Národnost | Tým NHL                                                          | Z týmu                                   |
| ------- | ------------------------ | --------- | ---------------------------------------------------------------- | ---------------------------------------- |
| 1.      | Connor McDavid (C)       | Kanada    | Edmonton Oilers                                                  | Erie Otters (OHL)                        |
| 2.      | Jack Eichel (C)          | USA       | Buffalo Sabres                                                   | Boston University Terriers (Hockey East) |
| 3.      | Dylan Strome (C)         | Kanada    | Arizona Coyotes                                                  | Erie Otters (OHL)                        |
| 4.      | Mitchell Marner (C)      | Kanada    | Toronto Maple Leafs                                              | London Knights (OHL)                     |
| 5.      | Noah Hanifin (O)         | USA       | Carolina Hurricanes                                              | Boston College Eagles (Hockey East)      |
| 6.      | Pavel Zacha (C)          | Česko     | New Jersey Devils                                                | Sarnia Sting (OHL)                       |
| 7.      | Ivan Provorov (O)        | Rusko     | Philadelphia Flyers                                              | Brandon Wheat Kings (WHL)                |
| 8.      | Zach Werenski (O)        | USA       | Columbus Blue Jackets                                            | Michigan Wolverines (Big Ten)            |
| 9.      | Timo Meier (PK)          | Švýcarsko | San Jose Sharks                                                  | Halifax Mooseheads (QMJHL)               |
| 10.     | Mikko Rantanen (PK)      | Finsko    | Colorado Avalanche                                               | TPS Turku (SM-liiga)                     |
| 11.     | Lawson Crouse (LK)       | Kanada    | Florida Panthers                                                 | Kingston Frontenacs (OHL)                |
| 12.     | Denis Gurjanov (PK)      | Rusko     | Dallas Stars                                                     | Lada Togliatti (KHL)                     |
| 13.     | Jakub Zbořil (O)         | Česko     | Boston Bruins (od Los Angeles)                                   | Saint John Sea Dogs (QMJHL)              |
| 14.     | Jake DeBrusk (LK)        | Kanada    | Boston Bruins                                                    | Swift Current Broncos (WHL)              |
| 15.     | Zachary Senyshyn (PK)    | Kanada    | Boston Bruins (od Calgary)                                       | Sault Ste. Marie Greyhounds (OHL)        |
| 16.     | Mathew Barzal (C)        | Kanada    | New York Islanders (od Pittsburghu přes Edmonton)                | Seattle Thunderbirds (WHL)               |
| 17.     | Kyle Connor (LK)         | USA       | Winnipeg Jets                                                    | Youngstown Phantoms (USHL)               |
| 18.     | Thomas Chabot (O)        | Kanada    | Ottawa Senators                                                  | Saint John Sea Dogs (QMJHL)              |
| 19.     | Jevgenij Svečnikov (LK)  | Rusko     | Detroit Red Wings                                                | Cape Breton Screaming Eagles (QMJHL)     |
| 20.     | Joel Eriksson Ek (C)     | Švédsko   | Minnesota Wild                                                   | Färjestads BK (SHL)                      |
| 21.     | Colin White (C)          | USA       | Ottawa Senators (od NY Islanders přes Buffalo)                   | NTDP (USHL)                              |
| 22.     | Ilja Samsonov (B)        | Rusko     | Washington Capitals                                              | Metallurg Magnitogorsk (KHL)             |
| 23.     | Brock Boeser (PK)        | USA       | Vancouver Canucks                                                | Waterloo Black Hawks (USHL)              |
| 24.     | Travis Konecny (C)       | Kanada    | Philadelphia Flyers (od Nashvillu přes Toronto)                  | Ottawa 67's (OHL)                        |
| 25.     | Jack Roslovic (C)        | USA       | Winnipeg Jets (od St. Louis přes Buffalo)                        | NTDP (USHL)                              |
| 26.     | Noah Juulsen (O)         | Kanada    | Montreal Canadiens                                               | Everett Silvertips (WHL)                 |
| 27.     | Jacob Larsson (O)        | Švédsko   | Anaheim Ducks                                                    | Frölunda HC (SHL)                        |
| 28.     | Anthony Beauvillier (LK) | Kanada    | New York Islanders (od NY Rangers přes Tampu Bay)                | Shawinigan Cataractes (QMJHL)            |
| 29.     | Gabriel Carlsson (O)     | Švédsko   | Columbus Blue Jackets (od Tampy Bay přes Philadelphii a Toronto) | Linköpings HC (SHL)                      |
| 30.     | Nick Merkley (PK)        | Kanada    | Arizona Coyotes (od Chicaga)                                     | Kelowna Rockets (WHL)                    |

### 2. kolo
| Výběr # | Hráč                         | Národnost  | Tým NHL                                                       | Z týmu                                   |
| ------- | ---------------------------- | ---------- | ------------------------------------------------------------- | ---------------------------------------- |
| 31.     | Jeremy Roy (O)               | Kanada     | San Jose Sharks (od Buffala přes Colorado)                    | Sherbrooke Phoenix (QMJHL)               |
| 32.     | Christian Fischer (PK)       | USA        | Arizona Coyotes                                               | U.S. NTDP (USHL)                         |
| 33.     | Mitchell Stephens (C)        | Kanada     | Tampa Bay Lightning (od Edmontonu přes NY Islanders)          | Saginaw Spirit (OHL)                     |
| 34.     | Travis Dermott (O)           | Kanada     | Toronto Maple Leafs (od Toronta přes Los Angeles a Columbus)  | Erie Otters (OHL)                        |
| 35.     | Sebastian Aho (LK)           | Finsko     | Carolina Hurricanes                                           | Kärpät Oulu (SM-liiga)                   |
| 36.     | Gabriel Gagne (PK)           | Kanada     | Ottawa Senators (od New Jersey)                               | Victoriaville Tigres (QMJHL)             |
| 37.     | Braon Carlo (O)              | USA        | Boston Bruins (od Philadelphie přes NY Islanders)             | Tri-City Americans (WHL)                 |
| 38.     | Paul Bittner (LK)            | USA        | Columbus Blue Jackets                                         | Portla Winterhawks (WHL)                 |
| 39.     | A. J. Greer (LK)             | Kanada     | Colorado Avalanche (od San Jose)                              | Boston University Terriers (Hockey East) |
| 40.     | Nicolas Meloche (O)          | Kanada     | Colorado Avalanche                                            | Baie-Comeau Drakkar (QMJHL)              |
| 41.     | Ryan Gropp (LK)              | Kanada     | New York Rangers (od Floridy přes New Jersey přes Anaheim)    | Seattle Thunderbirds (WHL)               |
| 42.     | Mackenzie Blackwood (B)      | Kanada     | New Jersey Devils (od Dallasu přes Ottawu)                    | Barrie Colts (OHL)                       |
| 43.     | Erik Černák (O)              | Slovensko  | Los Angeles Kings (od Los Angeles přes Buffalo)               | HC Košice (Slovenská Extraliga)          |
| 44.     | Matthew Spencer (O)          | Kanada     | Tampa Bay Lightning (od Bostonu)                              | Peterborough Petes (OHL)                 |
| 45.     | Jakob Forsbacka-Karlsson (C) | Švédsko    | Boston Bruins (od Calgary)                                    | Omaha Lancers (USHL)                     |
| 46.     | Daniel Sprong (PK)           | Nizozemsko | Pittsburgh Penguins                                           | Charlottetown Islaers (QMJHL)            |
| 47.     | Jansen Harkins (C)           | Kanada     | Winnipeg Jets                                                 | Prince George Cougars (WHL)              |
| 48.     | Filip Chlapík (C)            | Česko      | Ottawa Senators                                               | Charlottetown Islaers (QMJHL)            |
| 49.     | Roope Hintz (LK)             | Finla      | Dallas Stars (od Detroitu)                                    | Ilves (SM-liiga)                         |
| 50.     | Jordan Greenway (LK)         | USA        | Minnesota Wild                                                | U.S. NTDP (USHL)                         |
| 51.     | Brendan Guhle (O)            | Kanada     | Buffalo Sabres (od NY Islanders)                              | Prince Albert Raiders (WHL)              |
| 52.     | Jeremy Lauzon (O)            | Kanada     | Boston Bruins (od Washingtonu přes Calgary)                   | Rouyn-Noraa Huskies (QMJHL)              |
| 53.     | Rasmus Aersson (O)           | Švédsko    | Calgary Flames (od Vancouveru)                                | Barrie Colts (OHL)                       |
| 54.     | Graham Knott (LK)            | Kanada     | Chicago Blackhawks (kompenzačně)                              | Niagara IceDogs (OHL)                    |
| 55.     | Jakov Trenin (C)             | Rusko      | Nashville Predators                                           | Gatineau Olympiques (QMJHL)              |
| 56.     | Vince Dunn (O)               | Kanada     | St. Louis Blues                                               | Niagara IceDogs (OHL)                    |
| 57.     | Jonas Siegenthaler (O)       | Švýcarsko  | Washington Capitals (od Montrealu přes Edmonton a NY Rangers) | ZSC Lions (NLA)                          |
| 58.     | Kevin Stenlund (C)           | Švédsko    | Columbus Blue Jackets (od Anaheimu)                           | HV71 J20 (J20 SuperElit)                 |
| 59.     | Julius Nättinen (C)          | Finla      | Anaheim Ducks (od NY Rangers)                                 | JYP-Akatemia (Mestis)                    |
| 60.     | Oliver Kylington (O)         | Švédsko    | Calgary Flames (od Tampy Bay přes NY Rangers a Arizonu)       | AIK Ishockey (HockeyAllsvenskan)         |
| 61.     | Jeremy Bracco (PK)           | USA        | Toronto Maple Leafs (od Chicaga přes Philadelphii)            | U.S. NTDP (USHL)                         |

### 3. kolo
| Výběr # | Hráč                        | Národnost | Tým NHL                                             | Z týmu                                       |
| ------- | --------------------------- | --------- | --------------------------------------------------- | -------------------------------------------- |
| 62.     | Robin Kovacs (PK)           | Švédsko   | New York Rangers (od Buffala přes Washington)       | AIK Ishockey (HockeyAllsvenskan)             |
| 63.     | Kyle Capobianco (O)         | Kanada    | Arizona Coyotes                                     | Sudbury Wolves (OHL)                         |
| 64.     | Dennis Yan (LK)             | USA       | Tampa Bay Lightning (od Edmontonu přes Anaheim)     | Shawinigan Cataractes (QMJHL) (QMJHL)        |
| 65.     | Arew Nielsen (O)            | Kanada    | Toronto Maple Leafs                                 | Lethbridge Hurricanes (WHL)                  |
| 66.     | Guillaume Brisebois (O)     | Kanada    | Vancouver Canucks (od Caroliny Hurricanes)          | Acadie–Bathurst Titan (QMJHL)                |
| 67.     | Blake Speers (C)            | Kanada    | New Jersey Devils                                   | Sault Ste. Marie Greyhounds (OHL)            |
| 68.     | Mārtiņš Dzierkals (LK)      | Lotyšsko  | Toronto Maple Leafs (od Philadelphie přes Columbus) | HK Rīga (MHL)                                |
| 69.     | Keegan Kolesar (PK)         | Kanada    | Columbus Blue Jackets                               | Seattle Thunderbirds (WHL)                   |
| 70.     | Felix Saström (B)           | Švédsko   | Philadelphia Flyers (od San Jose)                   | Brynas IF J20 (J20 SuperElit)                |
| 71.     | Jean-Christophe Beaudin (C) | Kanada    | Colorado Avalanche                                  | Rouyn-Noraa Huskies (QMJHL)                  |
| 72.     | Anthony Cirelli (C)         | Kanada    | Tampa Bay Lightning (od Floridy přes NY Islanders)  | Oshawa Generals (OHL)                        |
| 73.     | Vili Saarijarvi (O)         | Finla     | Detroit Red Wings (od Dallasu)                      | Green Bay Gamblers (USHL)                    |
| 74.     | Alexar Dragačjov (C)        | Rusko     | Los Angeles Kings                                   | SKA-1946 Petrohrad (MHL)                     |
| 75.     | Daniel Vladař (B)           | Česko     | Boston Bruins                                       | Rytíři Kladno (1. ČHL)                       |
| 76.     | Adin Hill (B)               | USA       | Arizona Coyotes (přes Calgary Flames)               | Portla Winterhawks (WHL)                     |
| 77.     | Samuel Montembault (B)      | Kanada    | Florida Panthers (od Pittsburghu)                   | Blainville-Boisbria QMJHL                    |
| 78.     | Erik Foley (LK)             | USA       | Winnipeg Jets                                       | Cedar Rapids RoughRiders (USHL)              |
| 79.     | Sergej Zborovskij (O)       | Rusko     | New York Rangers (od Ottawy přes Edmontonu)         | Regina Pats (WHL)                            |
| 80.     | Brent Gates (C)             | USA       | Anaheim Ducks (od Detroitu přes Columbus)           | Green Bay (USHL)                             |
| 81.     | Brendan Warren (LK)         | USA       | Arizona Coyotes (od Minnesoty)                      | USA U-18 (USHL)                              |
| 82.     | Mitchell Vae Sompel (O)     | Kanada    | New York Islaers                                    | Oshawa Generals (OHL)                        |
| 83.     | Jens Lööke (PK)             | Švédsko   | Arizona Coyotes (od Washingtonu přes Calgary)       | Brynas IF (SHL)                              |
| 84.     | Deven Sideroff (PK)         | Kanada    | Anaheim Ducks (od Vancouveru)                       | Kamloops Blazers )(WHL)                      |
| 85.     | Tommy Novak (C)             | USA       | Nashville Predators                                 | Waterloo (USHL)                              |
| 86.     | Mike Robinson (B)           | USA       | San Jose Sharks (od St. Louis přes Edmonton)        | Lawrence Academy (Independent School League) |
| 87.     | Lukas Vejdemo (C)           | Švédsko   | Montreal Canadiens                                  | Djurgardens IF Jr. (J20 SuperElit)           |
| 88.     | Thomas Schemitsch (O)       | Kanada    | Florida Panthers (od Anaheimu)                      | Owen Sound Attack (OHL)                      |
| 89.     | Aleksi Saarela (C)          | Finsko    | New York Rangers                                    | Ässät Pori (SM-liiga)                        |
| 90.     | Matej Tomek (B)             | Slovensko | Philadelphia Flyers (od Tampy Bay)                  | Topeka RoadRunners (NAHL)                    |
| 91.     | Dennis Gilbert (O)          | USA       | Chicago Blackhawks                                  | Chicago Steel (USHL)                         |

### 4. kolo
| Výběr # | Hráč                       | Národnost | Tým NHL                                                  | Z týmu                             |
| ------- | -------------------------- | --------- | -------------------------------------------------------- | ---------------------------------- |
| 92.     | William Borgen (O)         | USA       | Buffalo Sabres                                           | MN High School Hockey              |
| 93.     | Callum Booth (B)           | Kanada    | Carolina Hurricanes (od Arizony přes Washington)         | Quebec Remparts (QMJHL)            |
| 94.     | Adam Musil (C)             | Kanada    | St. Louis Blues (od Edmontonu)                           | Red Deer Rebels (WHL)              |
| 95.     | Jesper Lindgren (O)        | Švédsko   | Toronto Maple Leafs                                      | MODO Hockey (SHL)                  |
| 96.     | Nicholas Roy (C)           | Kanada    | Carolina Hurricanes                                      | Chicoutimi Saguenéens (QMJHL)      |
| 97.     | Colton White (O)           | Kanada    | New Jersey Devils                                        | Sault Ste Marie Greyhounds (OHL)   |
| 98.     | Samuel Dove-Mcfalls (LK)   | Kanada    | Philadelphia Flyers                                      | Saint John Sea Dogs (QMJHL)        |
| 99.     | Austin Wagner (LK)         | Kanada    | Los Angeles Kings (od Columbusu přes Philadelphii)       | Regina Pats (WHL)                  |
| 100.    | Anthony Richard (C)        | Kanada    | Nashville Predators (od San Jose)                        | Val-d'Or Foreurs (QMJHL)           |
| 101.    | Arej Mironov (O)           | Rusko     | Colorado Avalanche                                       | Dynamo Moscow (KHL)                |
| 102.    | Denis Malgin (C)           | Švýcarsko | Florida Panthers                                         | ZSC Lions (NLA)                    |
| 103.    | Chris Martenet (O)         | USA       | Dallas Stars                                             | London Knights (OHL)               |
| 104.    | Michail Vorobjov (C)       | Rusko     | Philadelphia Flyers (od Los Angeles)                     | Tolpar Ufa (MHL)                   |
| 105.    | Jesse Gabrielle (LK)       | Kanada    | Boston Bruins                                            | Regina Pats (WHL)                  |
| 106.    | Adam Helewka (LK)          | Kanada    | San Jose Sharks (od Calgary)                             | Spokane Chiefs (WHL)               |
| 107.    | Christian Wolanin (O)      | Kanada    | Ottawa Senators (od Pittsburghu přes Toronto a Edmonton) | Muskegon (USHL)                    |
| 108.    | Michael Špaček (PK)        | Česko     | Winnipeg Jets                                            | HC Dynamo Pardubice (ELH)          |
| 109.    | Filip Ahl (LK)             | Švédsko   | Ottawa Senators                                          | HV71 (SHL)                         |
| 110.    | Joren van Pottelberghe (B) | Švýcarsko | Detroit Red Wings                                        | Linköpings Jr. (J20 SuperElit)     |
| 111.    | Aleš Stezka (B)            | Česko     | Minnesota Wild                                           | Bílí Tygři Liberec (ELH)           |
| 112.    | Parker Wotherspoon (O)     | Kanada    | New York Islanders                                       | Tri-City Americans (WHL)           |
| 113.    | Brad Morrison (O)          | Kanada    | New York Rangers (od Washingtonu)                        | Prince George Cougars (WHL)        |
| 114.    | Dmitrij Žukenov (C)        | Rusko     | Vancouver Canucks                                        | Omskije Jastreby (MHL)             |
| 115.    | Alexare Carrier (O)        | Kanada    | Nashville Predators                                      | Gatineau Olympiques (QMJHL)        |
| 116.    | Glen Gawdin (C)            | Kanada    | St. Louis Blues                                          | Swift Current Broncos (WHL)        |
| 117.    | Caleb Jones (O)            | USA       | Edmonton Oilers (od Montrealu)                           | USA U-18 (USHL)                    |
| 118.    | Jonne Tammela (PK)         | Finsko    | Tampa Bay Lightning (od Anaheimu)                        | KalPa (SM-liiga)                   |
| 119.    | Daniel Bernhardt (PK)      | Švédsko   | New York Rangers                                         | Djurgardens IF Jr. (J20 SuperElit) |
| 120.    | Mathieu Joseph (PK)        | Kanada    | Tampa Bay Lightning                                      | Saint John Sea Dogs (QMJHL)        |
| 121.    | Ryan Shea (O)              | USA       | Chicago Blackhawks                                       | Boston College HS                  |

### 5. kolo
| Výběr # | Hráč                  | Národnost | Tým NHL                                      | Z týmu                          |
| ------- | --------------------- | --------- | -------------------------------------------- | ------------------------------- |
| 122.    | Devante Stephens (O)  | Kanada    | Buffalo Sabres                               | Kelowna Rockets (WHL)           |
| 123.    | Conor Garla (PK)      | USA       | Arizona Coyotes                              | Moncton Wildcats (QMJHL)        |
| 124.    | Ethan Bear (O)        | Kanada    | Edmonton Oilers                              | Seattle Thunderbirds (WHL)      |
| 125.    | Dmytro Timashov (LK)  | Švédsko   | Toronto Maple Leafs                          | Quebec Remparts (QMJHL)         |
| 126.    | Luke Stevens (LK)     | USA       | Carolina Hurricanes                          | Noble & Greenough               |
| 127.    | Niko Mikkola (O)      | Finla     | St. Louis Blues (od New Jersey)              | KalPa Jr. (Jr. A SM-liiga)      |
| 128.    | David Kaše (PK)       | Česko     | Philadelphia Flyers                          | Chomutov Jr. (Czrep-Jr.)        |
| 129.    | Sam Ruopp (O)         | Kanada    | Columbus Blue Jackets                        | Prince George (WHL)             |
| 130.    | Kārlis Čukste (O)     | Lotyšsko  | San Jose Sharks                              | HK Rīga (MHL)                   |
| 131.    | Matthew Bradley (C)   | Kanada    | Montreal Canadiens (od Colorada)             | Medicine Hat Tigers (WHL)       |
| 132.    | Karch Bachman (LK)    | USA       | Florida Panthers                             | Culver Academy                  |
| 133.    | Joseph Cecconi (O)    | USA       | Dallas Stars                                 | Muskegon (USHL)                 |
| 134.    | Matt Schmalz (PK)     | Kanada    | Los Angeles Kings                            | Sudbury Wolves (OHL)            |
| 135.    | Kirill Kaprizov (LK)  | Rusko     | Minnesota Wild (od Bostonu)                  | Metallurg Novokuzněck (KHL)     |
| 136.    | Pavel Karnauchov (LK) | Bělorusko | Calgary Flames                               | Calgary Hitmen (WHL)            |
| 137.    | Dominik Simon (LK)    | Česko     | Pittsburgh Penguins                          | HC Škoda Plzeň (ELH)            |
| 138.    | Spencer Smallman (PK) | Kanada    | Carolina Hurricanes (od Winnipegu)           | Saint John Sea Dogs (QMJHL)     |
| 139.    | Christian Jaroš (O)   | Slovensko | Ottawa Senators                              | Luleå HF (SHL)                  |
| 140.    | Chase Pearson (C)     | Kanada    | Detroit Red Wings                            | Youngstown (USHL)               |
| 141.    | Veeti Vainio (O)      | Finsko    | Columbus Blue Jackets (od Minnesoty)         | Espoo Blues Jr. (Finla Jr.)     |
| 142.    | Rūdolfs Balcers (LK)  | Lotyšsko  | San Jose Sharks (od NY Islanders)            | Stavanger Oilers (GET-ligaen)   |
| 143.    | Connor Hobbs (O)      | Kanada    | Washington Capitals                          | Regina Pats (WHL)               |
| 144.    | Carl Neill (O)        | Kanada    | Vancouver Canucks                            | Sherbrooke Phoenix (QMJHL)      |
| 145.    | Karel Vejmelka (B)    | Česko     | Nashville Predators                          | Pardubice Jr.                   |
| 146.    | Luke Opilka (B)       | USA       | St. Louis Blues                              | USA U-18 (USHL)                 |
| 147.    | Ryan Pilon (O)        | Kanada    | New York Islaers (od Montrealu přes Floridu) | Braon Wheat Kings (WHL)         |
| 148.    | Troy Terry (RW/C)     | USA       | Anaheim Ducks                                | USA U-18 (USHL)                 |
| 149.    | Adam Gaudette (C)     | USA       | Vancouver Canucks (od NY Rangers)            | Northeastern U. (NCAA)          |
| 150.    | Ryan Zuhlsdorf (O)    | USA       | Tampa Bay Lightning                          | Sioux City (USHL)               |
| 151.    | Radovan Bondra (PK)   | Slovensko | Chicago Blackhawks                           | HC Košice (Slovenská Extraliga) |

### 6. kolo
| Výběr # | Hráč                    | Národnost | Tým NHL                                       | Z týmu                             |
| ------- | ----------------------- | --------- | --------------------------------------------- | ---------------------------------- |
| 152.    | Georgio Estephan (C)    | Kanada    | Buffalo Sabres                                | Lethbridge Hurricanes (WHL)        |
| 153.    | Kristian Oldham (B)     | USA       | Tampa Bay Lightning (od Arizony)              | Omaha (USHL)                       |
| 154.    | John Marino (O)         | USA       | Edmonton Oilers                               | South Shore Kings (USPHL Premier)  |
| 155.    | Stephen Desrocher (O)   | Kanada    | Toronto Maple Leafs                           | Oshawa Generals (OHL)              |
| 156.    | Jake Massie (O)         | Kanada    | Carolina Hurricanes                           | Kimball Union                      |
| 157.    | Brett Seney (LK)        | Kanada    | New Jersey Devils                             | Merrimack College (Hockey East)    |
| 158.    | Cooper Marody (C)       | USA       | Philadelphia Flyers                           | Sioux Falls Stampede (USHL)        |
| 159.    | Vladislav Gavrikov (O)  | Rusko     | Columbus Blue Jackets                         | Lokomotiv Jaroslavl (KHL           |
| 160.    | Adam Parsells (O)       | USA       | San Jose Sharks                               | Wausau West                        |
| 161.    | Sergej Bojkov (O)       | Rusko     | Colorado Avalanche                            | Drummondville (QMJHL)              |
| 162.    | Christopher Wilkie (PK) | USA       | Florida Panthers                              | Tri-City (USHL)                    |
| 163.    | Markus Ruusu (B)        | Finla     | Dallas Stars                                  | Jyp Jr.                            |
| 164.    | Roy Radke (PK)          | USA       | Chicago Blackhawks (od Los Angeles)           | Barrie Colts (OHL)                 |
| 165.    | Cameron Hughes (C)      | Kanada    | Boston Bruins                                 | Wisconsin (Big Ten)                |
| 166.    | Arew Mangiapane (LK)    | Kanada    | Calgary Flames                                | Barrie Colts (OHL)                 |
| 167.    | Frederik Tiffels (LK)   | Německo   | Pittsburgh Penguins                           | Western Michigan University (NCAA) |
| 168.    | Mason Appleton (C)      | USA       | Winnipeg Jets                                 | Tri-City (USHL)                    |
| 169.    | David Cotton (C)        | USA       | Carolina Hurricanes (od Ottawy přes Winnipeg) | Cushing Academy                    |
| 170.    | Patrick Holway (O)      | USA       | Detroit Red Wings                             | Boston Advantage U-18              |
| 171.    | Nicholas Boka (O)       | USA       | Minnesota Wild                                | USA U-18                           |
| 172.    | Aong Song (O)           | Čína      | New York Islaers                              | Lawrenceville School (HS)          |
| 173.    | Colby Williams (O)      | Kanada    | Washington Capitals                           | Regina (WHL)                       |
| 174.    | Lukáš Jašek (PK)        | Česko     | Vancouver Canucks                             | HC Oceláři Třinec (ELH)            |
| 175.    | Tyler Moy (C)           | Kanada    | Nashville Predators                           | Harvard (NCAA)                     |
| 176.    | Liam Dunda (LK)         | Kanada    | St. Louis Blues                               | Owen Sound (OHL)                   |
| 177.    | Simon Bourque (O)       | Kanada    | Montreal Canadiens                            | Rimouski (QMJHL)                   |
| 178.    | Steven Ruggiero (O)     | USA       | Anaheim Ducks                                 | USA U-18                           |
| 179.    | Garrett Metcalf (B)     | USA       | Anaheim Ducks (od NY Rangers)                 | Univ. of Madison (NCAA)            |
| 180.    | Bokondji Imama (LK)     | Kanada    | Tampa Bay Lightning                           | Saint John (QMJHL)                 |
| 181.    | Joni Tuulola (O)        | Finsko    | Chicago Blackhawks                            | HPK (Fin)                          |

### 7. kolo
| Výběr # | Hráč                   | Národnost | Tým NHL                                                       | Z týmu                            |
| ------- | ---------------------- | --------- | ------------------------------------------------------------- | --------------------------------- |
| 182.    | Ivan Chukarov (O)      | USA       | Buffalo Sabres                                                | Minnesota Wilderness (NAHL)       |
| 183.    | Erik Kallgren (B)      | Švédsko   | Arizona Coyotes                                               | Linköpings Jr. (J20 SuperElit)    |
| 184.    | Adam Húska (B)         | Slovensko | New York Rangers (od Edmontonu)                               | Green Bay (USHL)                  |
| 185.    | Nikita Korostelev (PK) | Rusko     | Toronto Maple Leafs                                           | Sarnia Sting (OHL)                |
| 186.    | Steven Lorentz (C/LW)  | Kanada    | Carolina Hurricanes                                           | Peterborough Petes (OHL)          |
| 187.    | Chaz Reddekopp (O)     | Kanada    | Los Angeles Kings (od New Jersey)                             | Victoria Royals (WHL)             |
| 188.    | Ivan Fedotov (B)       | Rusko     | Philadelphia Flyers                                           | Reaktor Nižněkamsk (MHL)          |
| 189.    | Markus Nutivaara (O)   | Finsko    | Columbus Blue Jackets                                         | Karpat Jr (Fin)                   |
| 190.    | Marcus Vela (C)        | Kanada    | San Jose Sharks                                               | Langley (BCHL)                    |
| 191.    | Gustav Olhaver (C)     | Švédsko   | Colorado Avalanche                                            | Rogle Jr. (J20 SuperElit)         |
| 192.    | Patrick Shea (C)       | USA       | Florida Panthers                                              | Kimball Union (HS)                |
| 193.    | Jake Kupsky (B)        | USA       | San Jose Sharks (od Dallasu)                                  | Lone Star (NAHL)                  |
| 194.    | Matt Roy (LK)          | Kanada    | Los Angeles Kings                                             | Michigan Tech (NCAA)              |
| 195.    | Jack Becker (C)        | USA       | Boston Bruins                                                 | Mahtomedi (HS)                    |
| 196.    | Riley Bruce (O)        | Kanada    | Calgary Flames                                                | North Bay Battalion (OHL)         |
| 197.    | Nikita Pavlyčev (C)    | Rusko     | Pittsburgh Penguins                                           | Des Moines Buccaneers (USHL)      |
| 198.    | Sami Niku (O)          | Finsko    | Winnipeg Jets                                                 | JYP 2 (Fin)                       |
| 199.    | Joel Daccord (B)       | USA       | Ottawa Senators                                               | Cushing Academy (HS)              |
| 200.    | Adam Marsh (LK)        | USA       | Detroit Red Wings                                             | Saint John Sea Dogs (QMJHL)       |
| 201.    | Gustav Bouramman (O)   | Švédsko   | Minnesota Wild                                                | Sault Ste. Marie Greyhounds (OHL) |
| 202.    | Petter Hansson (O)     | Švédsko   | New York Islaers                                              | Linköpings Jr. (J20 SuperElit)    |
| 203.    | Matteo Gennaro (C)     | Kanada    | Winnipeg Jets (od Washingtonu)                                | Prince Albert Raiders (WHL)       |
| 204.    | Jack Sadek (O)         | USA       | Minnesota Wild (od Vancouveru přes Tampu Bay)                 | Lakeville North (HS)              |
| 205.    | Evan Smith (B)         | USA       | Nashville Predators                                           | Austin (NAHL)                     |
| 206.    | Ryan Bednard (B)       | USA       | Florida Panthers (od St. Louis přes New Jersey)               | Johnstown (NAHL)                  |
| 207.    | Jeremiah Addison (LK)  | Kanada    | Montreal Canadiens                                            | Ottawa 67's (OHL)                 |
| 208.    | Miroslav Svoboda (B)   | Česko     | Edmonton Oilers (od Anaheimu přes Tampu Bay)                  | HC Oceláři Třinec (ELH)           |
| 209.    | Zijat Pajgin (O)       | Rusko     | Edmonton Oilers (od NY Rangers přes Tampu Bay a NY Rangers)   | Ak Bars Kazaň (KHL)               |
| 210.    | Tate Olson (O)         | Kanada    | Vancouver Canucks (od Tampy Bay přes NY Islanders a San Jose) | Prince George Cougars (WHL)       |
| 211.    | John Dahlström (PK)    | Švédsko   | Chicago Blackhawks                                            | Frölunda Jr. (J20 SuperElit)      |

## Draftovaní podle národnosti
| Pořadí | Země            | Počet | Podíl v % |
|        | Severní Amerika | 134   | 63,5%     |
| ------ | --------------- | ----- | --------- |
| 1.     | Kanada          | 81    | 38,4%     |
| 2.     | USA             | 53    | 25,1%     |
|        | Evropa          | 76    | 36,0%     |
| 3.     | Švédsko         | 20    | 9,5%      |
| 4.     | Rusko           | 17    | 8,1%      |
| 5.     | Finsko          | 13    | 6,2%      |
| 6.     | Česko           | 11    | 5,2%      |
| 7.     | Slovensko       | 5     | 2,4%      |
| 8.     | Švýcarsko       | 4     | 1,9%      |
| 9.     | Lotyšsko        | 3     | 1,4%      |
| 10.    | Bělorusko       | 1     | 0,5%      |
|        | Německo         | 1     | 0,5%      |
|        | Nizozemsko      | 1     | 0,5%      |
|        | Asie            | 1     | 0,5%      |
|        | Čína            | 1     | 0,5%      |